# Келчевиці-Дольні
Келчевиці-Дольні (пол. Kiełczewice Dolne) — село в Польщі, у гміні Стшижевиці Люблінського повіту Люблінського воєводства.
Населення — 197 осіб (2011).

## Демографія
Демографічна структура станом на 31 березня 2011 року:
|          | Загалом | Допрацездатний вік | Працездатний вік | Постпрацездатний вік |
| -------- | ------- | ------------------ | ---------------- | -------------------- |
| Чоловіки | 90      | 17                 | 63               | 10                   |
| Жінки    | 107     | 21                 | 53               | 33                   |
| Разом    | 197     | 38                 | 116              | 43                   |